# P.N.03
P.N.03 (abrégé de Product Number Three) est un jeu vidéo d'action développé par le studio Capcom Production Studio 4. Ce jeu est une exclusivité GameCube faisant partie des Capcom Five. Il est sorti en 2003.

## Synopsis
P.N.03 se situe dans le futur, à une époque de colonisation des planètes. L'armée confie le contrôle de ses armes défensives à un Système informatique de gestion de l'armement (Computerized Armament Management System ou CAMS). Mais cette décision tourne à la tragédie : l'une des colonies est massacrée à cause d'une défaillance du CAMS.
Afin de rétablir l'ordre, l'armée dépêche sur les lieux Vanessa Z. Schneider, une mercenaire dominée par la colère depuis l'assassinat de ses parents par l'une des machines de l'armée.

## Système de jeu
P.N.03 est un jeu d'action intense où le joueur utilise des attaques redoutables et des combos imparables dans des enchaînement très fluides.
Il y a 2 méthodes d'attaques :
- le rayon palmaire, qui permet un verrouillage sur les ennemis et
- le générateur d'énergie, une attaque spécial qui sème la destruction à grande échelle.

Il est possible d'utiliser différentes combinaisons puissantes présentant 2 ou 3 générateurs d'énergie par combinaison. Dans le jeu, il y a deux combinaisons secrètes à débloquer. L'une se nomme "Blackbird" Combinaison regroupant les trois générateurs d'énergie les plus puissants et la deuxième se nomme "combinaison papillon" qui utilise tous les générateurs d'énergie.
Le jeu se compose de 11 missions ; un grand robot ou quelque chose à détruire se présente à la fin de chaque mission.
Le jeu comporte trois modes de difficultés dans le jeu.
- Le mode "facile"
- Le mode "normal"
- Le mode "difficile".

C'est en finissant le jeu au mode facile une fois que le mode difficile peut être débloqué.
Il y a différents types de robots à détruire. Le personnage est aidé par des carreaux en verre qui le protégeront de certains tirs ennemis. Le personnage pourra rester debout derrière ces carreaux ou s'accroupir pour certaines protections (cassables ou permanentes).

## Accueil
- Electronic Gaming Monthly : 5/10 - 5/10 - 4/10[2]
- Game Informer : 5,75/10[3]
- GamePro : 4/5[4]
- GameSpot : 5,1/10[5]
- IGN : 5,3/10[6]
- Jeuxvideo.com : 14/20[7]